# 世界咖啡馆

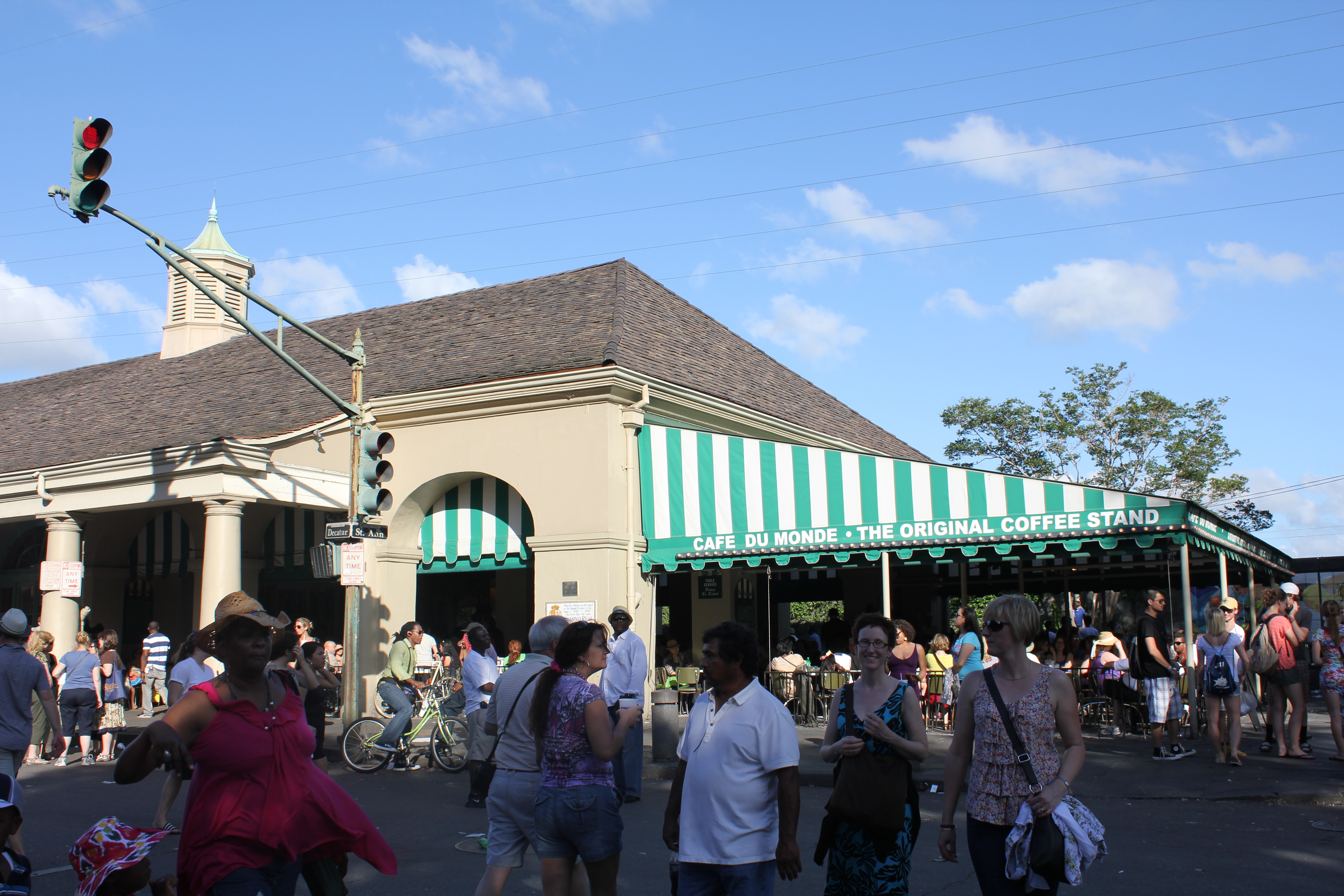

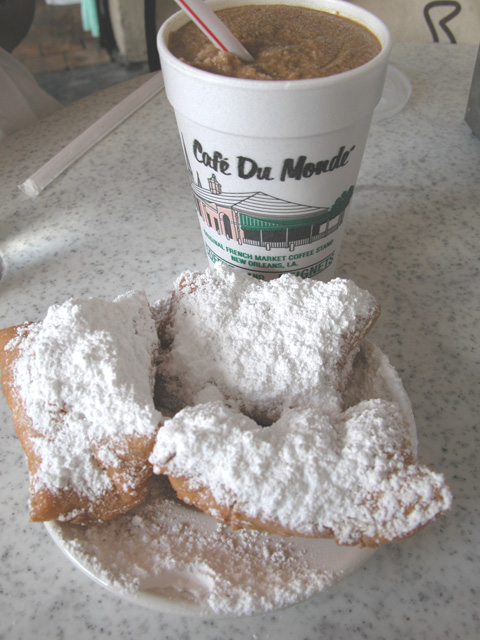
牛奶咖啡和贝涅饼

世界咖啡馆（Café du Monde）位于美国路易斯安那州新奥尔良法国区迪凯特街，成立于1862年。它最出名的是混合菊苣的牛奶咖啡和贝涅饼。
20世纪80年代末开始，世界咖啡馆扩展到了购物中心，虽然一度扩展到亚特兰大，但是现已局限在大新奥尔良都市区。世界咖啡馆也开设到整个日本。它的食物符合犹太教规。
除圣诞节和“飓风过于接近新奥尔良”的日子，每天24小时开放，主顾既有当地人也有游客。由于卡特里娜飓风，2005年8月27日午夜关闭。虽然只受轻微损坏，但它仍然封闭了近两个月。业主利用了低流量时间翻新饮食区和厨房。2005年10月19日重开，引起全国媒体的关注。